# Chesterfield (Missouri)
Chesterfield és una població dels Estats Units a l'estat de Missouri. Segons el cens del 2000 tenia 46.802 habitants.

## Demografia
Segons el cens del 2000, Chesterfield tenia 46.802 habitants, 18.060 habitatges, i 13.111 famílies. La densitat de població era de 573,5 habitants per km².
Dels 18.060 habitatges en un 33,2% hi vivien nens de menys de 18 anys, en un 65,5% hi vivien parelles casades, en un 5,4% dones solteres, i en un 27,4% no eren unitats familiars. En el 23,6% dels habitatges hi vivien persones soles el 8,8% de les quals corresponia a persones de 65 anys o més que vivien soles. El nombre mitjà de persones vivint en cada habitatge era de 2,53 i el nombre mitjà de persones que vivien en cada família era de 3,03.
Per edats la població es repartia de la següent manera: un 24,6% tenia menys de 18 anys, un 5,9% entre 18 i 24, un 25% entre 25 i 44, un 29,7% de 45 a 60 i un 14,7% 65 anys o més.
L'edat mediana era de 42 anys. Per cada 100 dones de 18 o més anys hi havia 88,2 homes.
La renda mediana per habitatge era de 83.802 $ i la renda mediana per família de 102.987 $. Els homes tenien una renda mediana de 74.934 $ mentre que les dones 39.217 $. La renda per capita de la població era de 43.288 $. Entorn de l'1,8% de les famílies i el 2,6% de la població estaven per davall del llindar de pobresa.

## Poblacions més properes
El següent diagrama mostra les poblacions més properes.